# Neshedil Qadin
Neshedil Qadin, död 1924, var slavkonkubin till Egyptens khediv Ismail Pascha (regent 1863-1879).
Hon var en slav av tjerkessiskt ursprung som föll offer för slavhandeln på Svarta havet. Hon föddes fri i Kaukasus, och tillfångatogs tillsammans med sin bror av slavhandlare, som sålde dem på marknaden i Konstantinopel; hon såg aldrig sin bror igen. Hon köptes av en pasha som gav henne en fin bildning för att höja hennes pris, och därefter sålde henne vidare till den egyptiske khedivens harem. 
I Kairo tränades hon till att bli khedivens konkubin, något hon blev vid sexton års ålder. Hon blev khedivens favorit bland hans många slavkonkubiner. Hon fick en egen lägenhet och slavar som passade upp på henne och gavs juveler och kläder sydda enligt franskt mode från Paris. Hennes position som gunstling i haremet väckte stor avund och gjorde henne omtalad, och hon blev utsatt för ett förgiftningsförsök, som hon dock överlevde.